# Epigambria longipennis
Epigambria longipennis là một loài côn trùng thuộc bộ Neuroptera. Loài này được Handlirsch miêu tả năm 1939.